# 常滑街道
常滑街道（とこなめかいどう）は、主に知多半島の西浦（西海岸）を通る道。近隣は名鉄常滑線が走る。

## 経路

### 近世
東海道鳴海宿の作町三叉路から知多郡大井村（現在の知多郡南知多町大井）の豊受神社周辺又は同郡師崎村（現在の知多郡南知多町師崎）の羽豆神社周辺まで。
経由する村は次のとおり。
鳴海宿 - 中郷 - 大高村 - 三ツ屋 - 上名和村 - 渡内村 - 平島村 - 清水村 - 木庭村 - 大里村 - 横須賀町方 - 薮村 - 荒古 - 中根 - 平井村 - 朝倉村 - 古見村 - 森村 - 松原村 - 大草村 - 大野村 - 西ノ口村 - 蒲池 - 榎戸村 - 多屋村 - 北條村 - 瀬木村 - 市場 - 常滑村 - 垂水村 - 西阿野村 - 熊野村 - 古場村 - 苅谷村 - 大谷村 - 小鈴谷村 - 上野間村 - 北奥田村 - 南奥田村 - 竹ノ内 - 柿並村 - 一色村 - 細目村 - 小野浦村 - 福島 - 吹越村 - 西端村 - 東端村 - 久村 - 大泊村 - 中須 - 須佐村 - 小佐 - 大井村又は師崎村

### 現代
東海市名和町の名和北交差点から知多郡南知多町師崎の師崎漁港まで。

## 接続・分岐する主な道
- 東海道
- 知多街道
- 師崎街道（西筋）
- 半田街道
- 緒川街道
- 大野街道
- 黒鍬街道